# Karl Adolf von Plessen

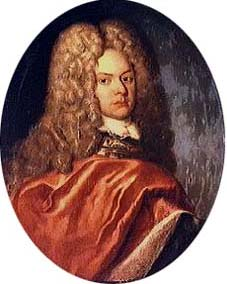
Karl Adolf von Plessen

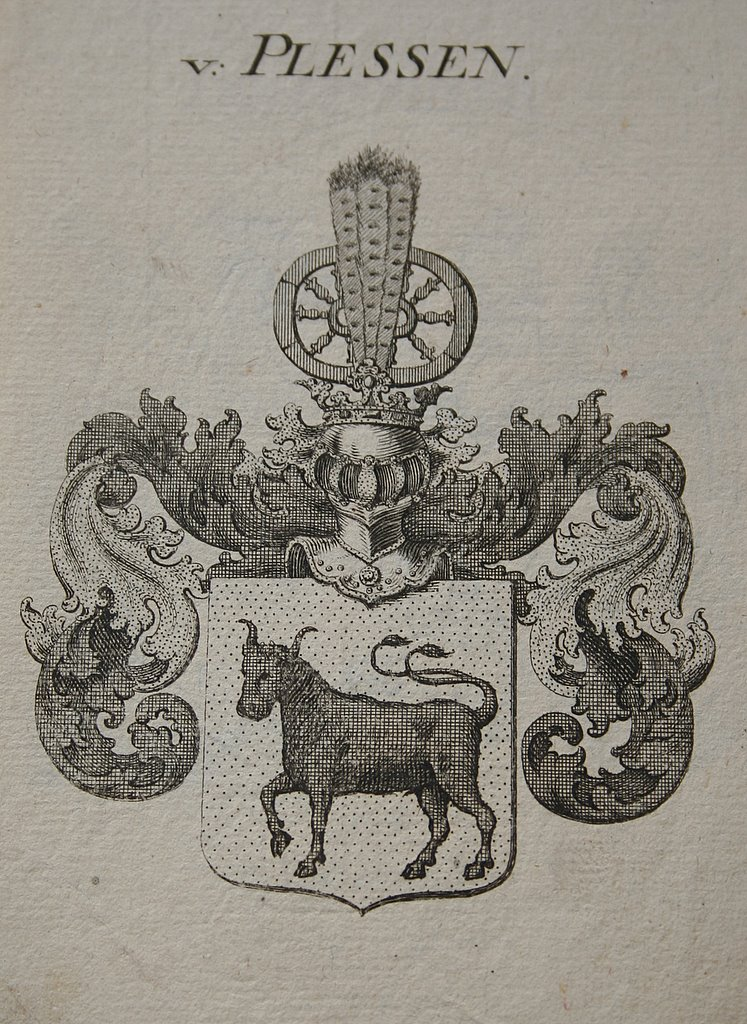
Wappen des Familienzweiges derer von Plessen

Karl Adolf von Plessen (* 18. März 1678 in Schwerin; † 30. Januar 1758 in Kopenhagen) war Hofmarschall, Oberkämmerer und Geheimer Rat beim Dänischen Hof.

## Familie
Karl Adolf von Plessen stammte aus dem ursprünglich edelfreien mecklenburg-holsteinischen Adelsgeschlecht von Plessen; er war der Sohn des Hofmarschalls am Dänischen Hof, Christian Siegfried von Plessen (* 1646; † 22. Januar 1723), und der Sophie Agnes von Plessen, geb. von Lepel († 1684). Sein Bruder war der Geheime Rat im Dänischen Konseil Christian Ludwig Scheel von Plessen.

## Beruflicher Werdegang
Karl Adolf von Plessen studierte an den Universitäten Leiden und Utrecht. Von 1696 bis 1700 war er Reisebegleiter des Prinzen Carl von Dänemark, dem Sohn Christians V., dänischer Hofmarschall und Oberkämmerer. Der Westindischen Compagnie diente er als ihr Präsident und besaß Plantagen in Saint Croix auf den Jungferninseln. Am dänischen Hof zählte er zu den Förderern des Pietismus. Auf seinen Gütern in Mecklenburg und Dänemark ließ er insgesamt 16 Schulen errichten. Finanziell unterstützte er die Dänisch-Hallesche Mission in Afrika bei der Unterrichtung von Afrikanern.
Ab 1721 war er Geheimer Rat im dänischen Konseil und ab 1729 Oberkammerherr der Prinzessin Sophia Hedwig von Dänemark. Im Jahre 1733 schied er aus dem dänischen Staatsdienst aus. Zwei Jahre später wurde Karl Adolf von Plessen erster Kurator des von Sophia Hedwig testamentarisch errichteten Stifts Vemmetofte Adelige Jomfrukloster in Vemmetofte.
Karl Adolf von Plessen wurde in der von seinem Vater erworbenen Familien-Grabkapelle in  der St.-Petri-Kirche (Kopenhagen) beigesetzt.

## Auszeichnungen
- 1708 Weiß-Ritter
- 1730 Ritter des Elefanten-Ordens
- 1733 Ordre de l’union parfaite